# Parigi-Roubaix 1962
La Parigi-Roubaix 1962, sessantesima edizione della corsa, fu disputata il 9 aprile 1962, per un percorso totale di 258 km. Fu vinta dal belga Rik Van Looy, giunto al traguardo con il tempo di 6h43'57" alla media di 38,321 km/h davanti a Emile Daems e Frans Schoubben.
I ciclisti che tagliarono il traguardo a Roubaix furono 76.

## Ordine d'arrivo (Top 10)
| Pos. | Corridore         | Squadra                 | Tempo    |
| ---- | ----------------- | ----------------------- | -------- |
| 1    | Rik Van Looy      | Flandria-Faema          | 6h43'57" |
| 2    | Emile Daems       | Philco                  | a 25"    |
| 3    | Frans Schoubben   | Peugeot                 | s.t.     |
| 4    | Joseph Planckaert | Flandria-Faema          | s.t.     |
| 5    | Raymond Poulidor  | Mercier-BP-Hutchinson   | s.t.     |
| 6    | Jos Wouters       | Solo-Van Steenbergen    | a 2'40"  |
| 7    | Frans Aerenhouts  | Mercier-BP-Hutchinson   | s.t.     |
| 8    | Jean Forestier    | Gitane-Geminiani-Leroux | s.t.     |
| 9    | Raymond Impanis   | Flandria-Faema          | s.t.     |
| 10   | Guido Carlesi     | Philco                  | a 2'57"  |